# طرخشقون طحيني
طرخشقون طحيني (الاسم العلمي:Taraxacum farinosum) هو نوع من النباتات يتبع جنس الطرخشقون من الفصيلة النجمية.